# Promethée

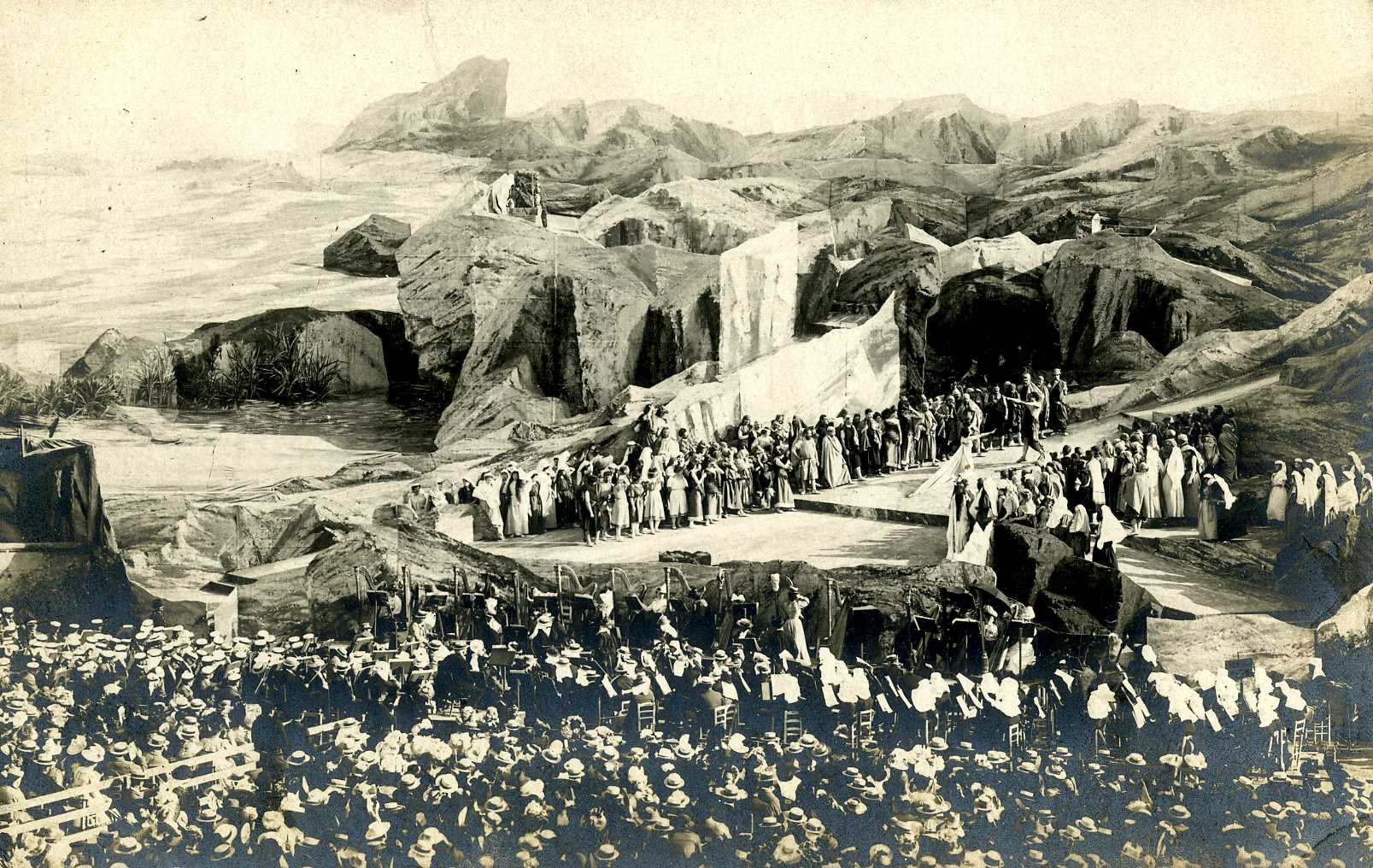
Ópera Prométhée (Prometeu), no ano de 1900.

Prométhée (Prometeu) é uma ópera em três atos do compositor francês Gabriel Fauré. O libretto é de Jean Lorrain e Ferdinand Hérold, é baseado no mito grego de Prometeu. Ainda que seja designada como uma tragédie lyrique, a ópera resiste a uma fácil categorização. Foi planejada como uma obra de larga escala com partes cantadas e faladas. A primeira performance no Arènes de Béziers em 27 de agosto de 1900 envolveu quase 800 artistas (incluindo duas bandas sinfônicas e 15 harpas) e foi vista por um público de 10.000 pessoas. Entre 1914 e 1916, Jean Roger-Ducasse reorquestrou a partitura para uma orquestra reduzida. Esta versão (que foi posteriormente revisada por Fauré) teve seu debut no Paris Opéra em 17 de maio de 1917, mas nunca se tornou popular.

## Personagens
| Personagem           | Voz           | elenco na estreia Regente: Charles Eustace |
| -------------------- | ------------- | ------------------------------------------ |
| Prométhée (Prometeu) | papel falado  | Max                                        |
| Pandore (Pandora)    | papel falado  | Cora Laparcerie                            |
| Hermès (Hermes)      | papel falado  | Odette de Fehl                             |
| Aenoë                | soprano       | Torrês                                     |
| Bia                  | soprano       | Caroline Fiérens-Peters                    |
| Gaïa                 | mezzo-soprano | Rosa Feldy                                 |
| Andros               | tenor         | Charles Rousselière                        |
| Kratos               | tenor         | Fonteix                                    |
| Hephaïstos (Hefesto) | baixo         | Jean Vallier                               |
|                      |               |                                            |

## Sinopse

### Ato I
Os homens mortais, liderados por Andros e Aenoë, estão esperando pela chegada de Prometeu. Prometeu chega com um presente para eles. Gaia aparece e adverte o titã a não desobedecer as ordens de Zeus e então parte. Prometeu não dá ouvidos a ela e dá a eles seu presente, o fogo. Os mortais partem e logo chegam Kratos (poder) e Bia (violência), enviados por Zeus para puni-lo; com eles está Hefesto, o ferreiro dos deuses, que é amigo de Prometeu. Os três contam a Prometeu sua sentença: ele será acorrentado para sempre a uma rocha e todos os dias uma águia negra virá beber de suas veias.

### Ato II
Aenoë e as outras garotas lamentam pelo destino de Prometeu e então partem. Prometeu volta com Kratos, Bia e Hefesto. Hefesto lamenta por seu amigo mas ainda assim tem de fazer suas correntes e prendê-lo à rocha. Bia e Kratos estão lá para assegurar que Hefesto fará o que tem de fazer, ele retarda mas conclui sua tarefa. Kratos, Bia e Hefesto partem, Prometeu permanece acorrentado à rocha.

### Ato III
Pandora sofre por Prometeu, as ninfas do mar (oceânides) tentam confortá-la. Bia e Kratos contam a Pandora que ela não deve sofrer e advertem que ela pode ser punida por tentar ajudá-lo. Hermes chega com um presente de Zeus, uma caixa. Prometeu pede que os homens não aceitem presentes de Zeus, mas Pandora não o escuta e pega a caixa. A ópera termina com um louvor a Zeus e sua benevolência, apesar do sofrimento de Prometeu.

## Produções
Esta ópera raramente foi  montada, mas em julho de 2011 estreou em São Paulo uma produção brasileira concebida e apresentada pelo Núcleo Universitário de Ópera (NUO). Esta produção brasileira inclui recitativos, ao invés de partes faladas e uma nova orquestração foi feito pelo maestro e diretor da companhia, Paulo Maron. Essa montagem foi concebida inteiramente como uma Ópera Coreográfica (Choreographic Opera), na qual os cantores (solistas e coralistas) são também os dançarinos. 